# Pisidium cruciatum
Pisidium cruciatum är en musselart som beskrevs av Sterki 1895. Pisidium cruciatum ingår i släktet Pisidium och familjen ärtmusslor. Inga underarter finns listade i Catalogue of Life.